# San Pedro kommun, Spanien
San Pedro är en kommun i Spanien.   Den ligger i provinsen Provincia de Albacete och regionen Kastilien-La Mancha, i den centrala delen av landet, 220 km sydost om huvudstaden Madrid. Antalet invånare är 1 287. Arean är 83 kvadratkilometer. San Pedro gränsar till Balazote, Pozuelo, Peñas de San Pedro och Casas de Lázaro. 
Terrängen i San Pedro är platt norrut, men söderut är den kuperad.